# Diarmostorchis blandingi
Diarmostorchis blandingi är en plattmaskart. Diarmostorchis blandingi ingår i släktet Diarmostorchis och familjen Spirorchiidae. Inga underarter finns listade i Catalogue of Life.